# Tabu Ley Rochereau
Pascal-Emmanuel Sinamoyi Tabu (født 13. november 1940 i Bandundu, Belgisk Congo, død 30. november 2013 i Bruxelles, Belgien), bedre kendt som Tabu Ley Rochereau, var forsanger i Orchestre Afrisa International, og en af Afrikas bedst kendte sangere og sangskrivere.